# Klaus-Peter Dolde
Klaus-Peter Dolde (* 1944 in Schöntal) ist ein deutscher Verwaltungsrechtswissenschaftler, Hochschullehrer und Fachanwalt für Verwaltungsrecht.

## Leben und Wirken
Klaus-Peter Dolde studierte Rechtswissenschaft an den Universitäten Tübingen und Berlin. Seit 1963 ist er Mitglied der Studentenverbindung Tübinger Königsgesellschaft Roigel. Von 1970 bis 1971 war er wissenschaftlicher Mitarbeiter von Otto Bachof an der Eberhard Karls Universität Tübingen, wo er 1972 zum Dr. jur. promovierte. Seit 1972 ist er als Rechtsanwalt tätig, vor allem als Fachanwalt für Verwaltungsrecht, vor allem im Bereich des Umweltrechts. Von 1977 bis 2009 hielt er rechtswissenschaftliche Vorlesungen an der Universität Tübingen und wurde dort 1984 zum Honorarprofessor ernannt. Über lange Zeit arbeitete er als Mitherausgeber der „Neuen Zeitschrift für Verwaltungsrecht“ und der „Zeitschrift für das gesamte Handelsrecht und Wirtschaftsrecht“. Die von ihm mitherausgegebene Textsammlung „Landesrecht Baden-Württemberg“ erschien 2023 in 18. Aufl.
Er gehört mehreren wissenschaftlichen Gesellschaften an.
Im Jahre 2005 wurde ihm der Verdienstorden der Bundesrepublik Deutschland verliehen.

## Veröffentlichungen (Auswahl)
- Die politischen Rechte der Ausländer in der Bundesrepublik (= Schriften zum öffentlichen Recht, Bd. 189). Duncker & Humblot, Berlin 1972, ISBN 3-428-02695-0 (= Dissertation Universität Tübingen).
- (mit Karl-Hans Keinath): Städtebauliche Entwicklungsplanung in der Praxis empirische Analyse und rechtliche Beurteilung anhand von Beispielen aus Baden-Württemberg. Bauverlag, Wiesbaden/Berlin 1981, ISBN 3-7625-1421-6.
- Behördliche Warnungen vor nicht verkehrsfähigen Lebensmitteln. Rechtsgutachten. Bund für Lebensmittelrecht und Lebensmittelkunde, Bonn 1987.
- Kooperation und Standortfestlegung entsorgungspflichtiger Körperschaften. Umweltministerium Baden-Württemberg, Stuttgart 1994.
- (mit Andrea Vetter): Abgrenzung von Abfallverwertung und Abfallbeseitigung nach dem Kreislaufwirtschafts- und Abfallgesetz (= Abfallwirtschaft in Forschung und Praxis, Bd. 102). Erich Schmidt, Berlin 1997, ISBN 3-503-04349-7.
- (mit Andrea Vetter): Rechtsfragen der Verwertung und Beseitigung von Abfällen (= Abfallwirtschaft in Forschung und Praxis, Bd. 115). Erich Schmidt, Berlin 1999, ISBN 3-503-04896-0.
- (Hrsg.): Umweltrecht im Wandel. Bilanz und Perspektiven aus Anlass des 25-jährigen Bestehens der Gesellschaft für Umweltrecht (GfU). Erich Schmidt, Berlin 2001, ISBN 3-503-06085-5.
- (Hrsg., mit Eberhard Schmidt-Aßmann): Verfassung – Umwelt – Wirtschaft. Festschrift für Dieter Sellner zum 75. Geburtstag. Beck, München 2010, ISBN 3-406-59808-0.
- (Hrsg., mit Malte Graßhof u. Barbara Remmert): Landesrecht Baden-Württemberg. Textsammlung. 18. Aufl. Nomos, Baden-Baden 2023, ISBN 978-3-7560-0767-7.

Außerdem zahlreiche Aufsätze in Fachzeitschriften.
Festschrift
- Paul Kirchhof (Hrsg.): Umwelt und Planung. Anwalt im Dienst von Rechtsstaat und Demokratie. Festschrift für Klaus-Peter Dolde zum 70. Geburtstag. Beck, München 2014, ISBN 3-406-65872-5.